# 데드 엔드 (2013년 영화)
"데드 엔드"는 2013년에 개봉한 대한민국의 영화이다.

## 캐스팅
- 김민준 : 정승호 역
- 우상전 : 순삼 역
- 최준용 : 박정배 역
- 최성민 : 상국 역
- 이대연 : 홍 국장 역
- 황석정 : 연무 역
- 김영웅 : 주범 역
- 강현중 : 종근 역
- 한예나 : 미란 역
- 송인화 : 순이 역
- 오상훈 : 땅꾼이씨 역 (우정출연)
- 김동일 : 땅꾼들 역 (우정출연)
- 장우진 : 땅꾼들 역 (우정출연)
- 천복화 : 무당시연 역 (우정출연)
- 신명기 : 무당시연 역 (우정출연)
- 이탁건 : 두치리마을사람 역 (우정출연)
- 정완희 : 두치리마을사람 역 (우정출연)
- 정동근 : 두치리마을사람 역 (우정출연)